# Сен-Ке-Портриё
Сен-Ке-Портриё (фр. Saint-Quay-Portrieux, брет. Sant-Ke-Porzh-Olued) — коммуна во Франции, находится в регионе Бретань. Департамент — Кот-д’Армор. Входит в состав кантона Плуа. Округ коммуны — Сен-Бриё.
Код INSEE коммуны — 22325.

## География
Коммуна расположена приблизительно в 380 км к западу от Парижа, в 105 км северо-западнее Ренна, в 16 км к северу от Сен-Бриё.
Коммуна расположена на берегу залива Сен-Мало.

## Население
Население коммуны на 2016 год составляло 2 918 человек.
| 1962 | 1968 | 1975 | 1982 | 1990 | 1999 | 2010 | 2016 |
| ---- | ---- | ---- | ---- | ---- | ---- | ---- | ---- |
| 3402 | 3105 | 3123 | 2977 | 3018 | 3115 | 3093 | 2918 |

## Администрация
| Период | Период | Фамилия         | Партия                        | Примечания                           |
| ------ | ------ | --------------- | ----------------------------- | ------------------------------------ |
| 1977   | 1995   | Франсуа Эри     |                               |                                      |
| 1995   | 1997   | Жак Эртель      |                               |                                      |
| 1997   | 2001   | Робер Аллену    |                               |                                      |
| 2001   | 2008   | Жерар Ламбот    |                               |                                      |
| 2008   | 2014   | Доминик Блан    |                               |                                      |
| 2014   |        | Тьерри Симельер | Союз демократов и независимых | член совета департамента Кот-д’Армор |

## Экономика
В 2007 году среди 1644 человек в трудоспособном возрасте (15—64 лет) 1034 были экономически активными, 610 — неактивными (показатель активности — 62,9 %, в 1999 году было 61,7 %). Из 1034 активных работали 887 человек (460 мужчин и 427 женщин), безработных было 147 (74 мужчины и 73 женщины). Среди 610 неактивных 132 человека были учениками или студентами, 308 — пенсионерами, 170 были неактивными по другим причинам.

## Достопримечательности
- Театр танца на бульваре Марешаль-Фош (1927 год). Исторический памятник с 1995 года[3]
- Монументальный крест (XVI век). Исторический памятник с 1918 года[4]
- Церковь Святого Ке
- Часовня Святой Анны

## Фотогалерея

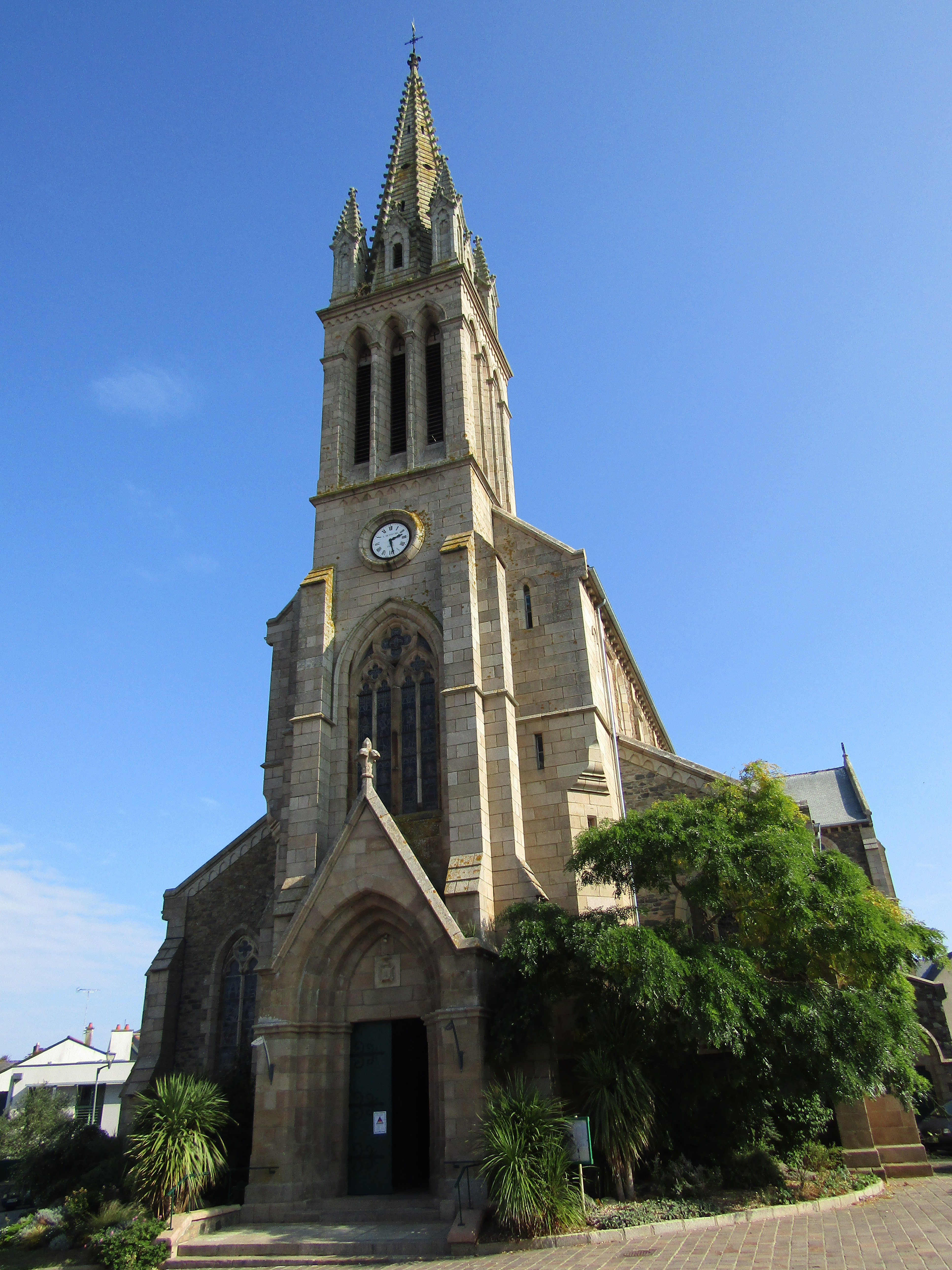
Церковь Святого Ке
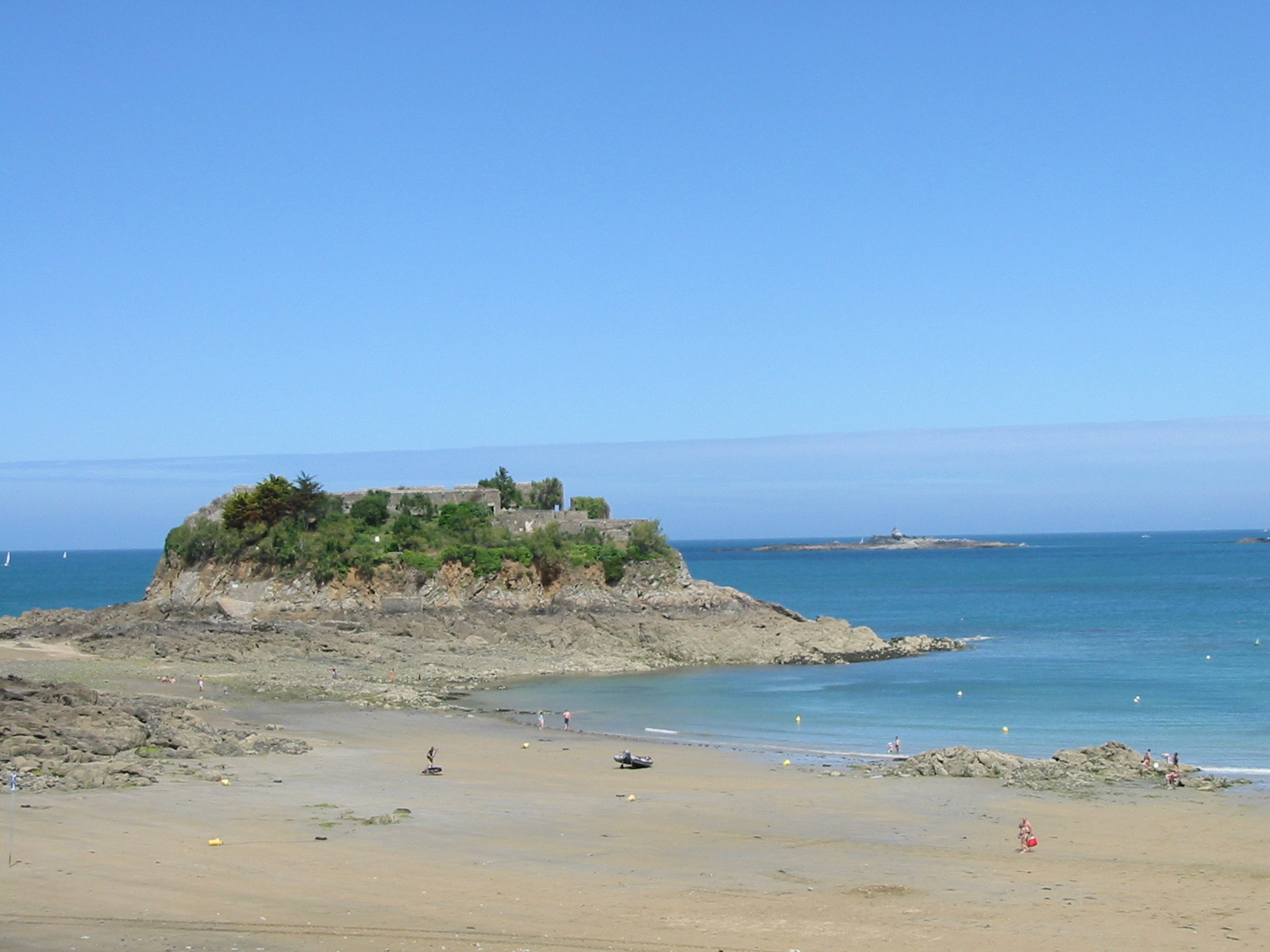
Остров Контес
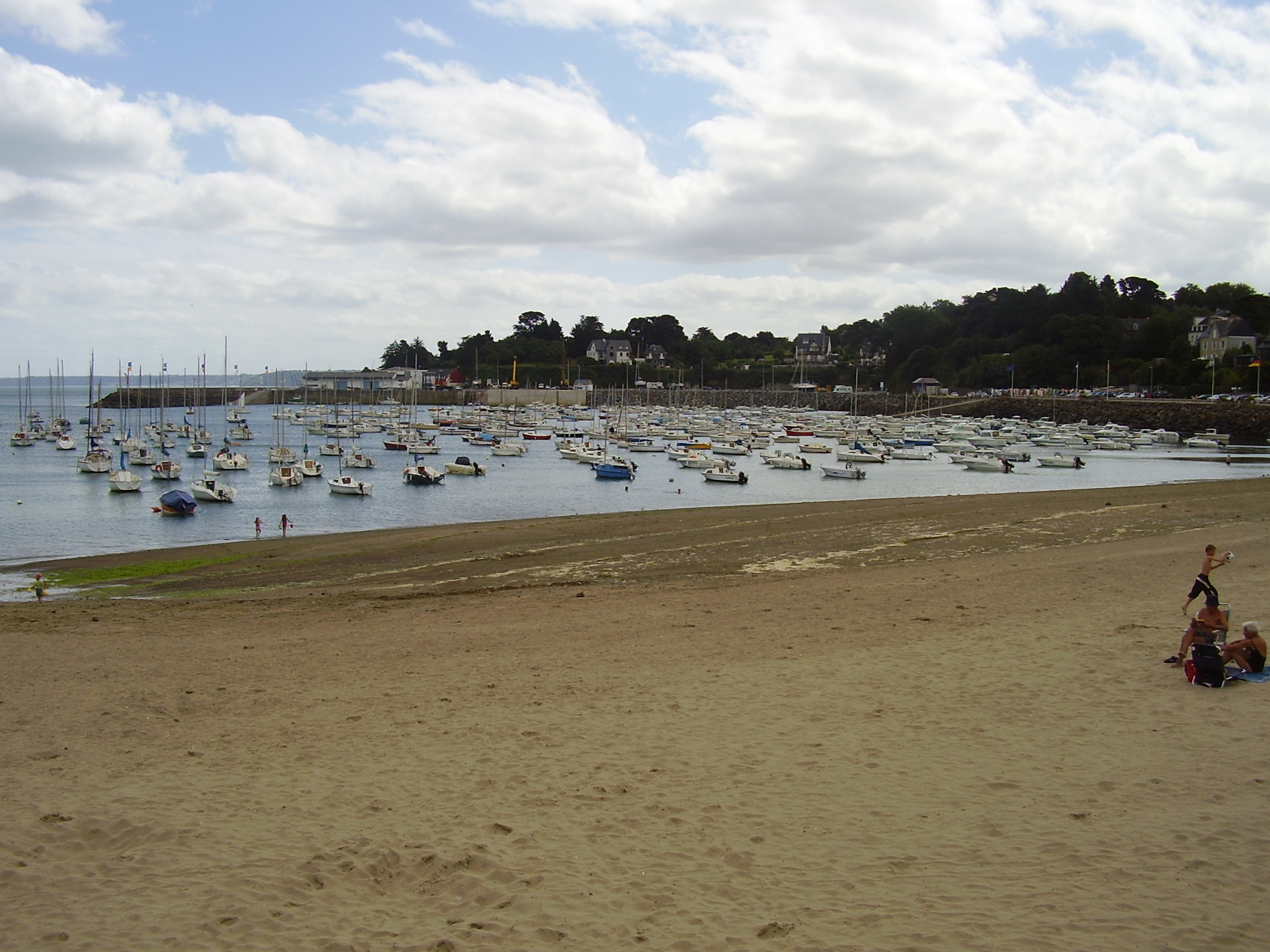
Порт
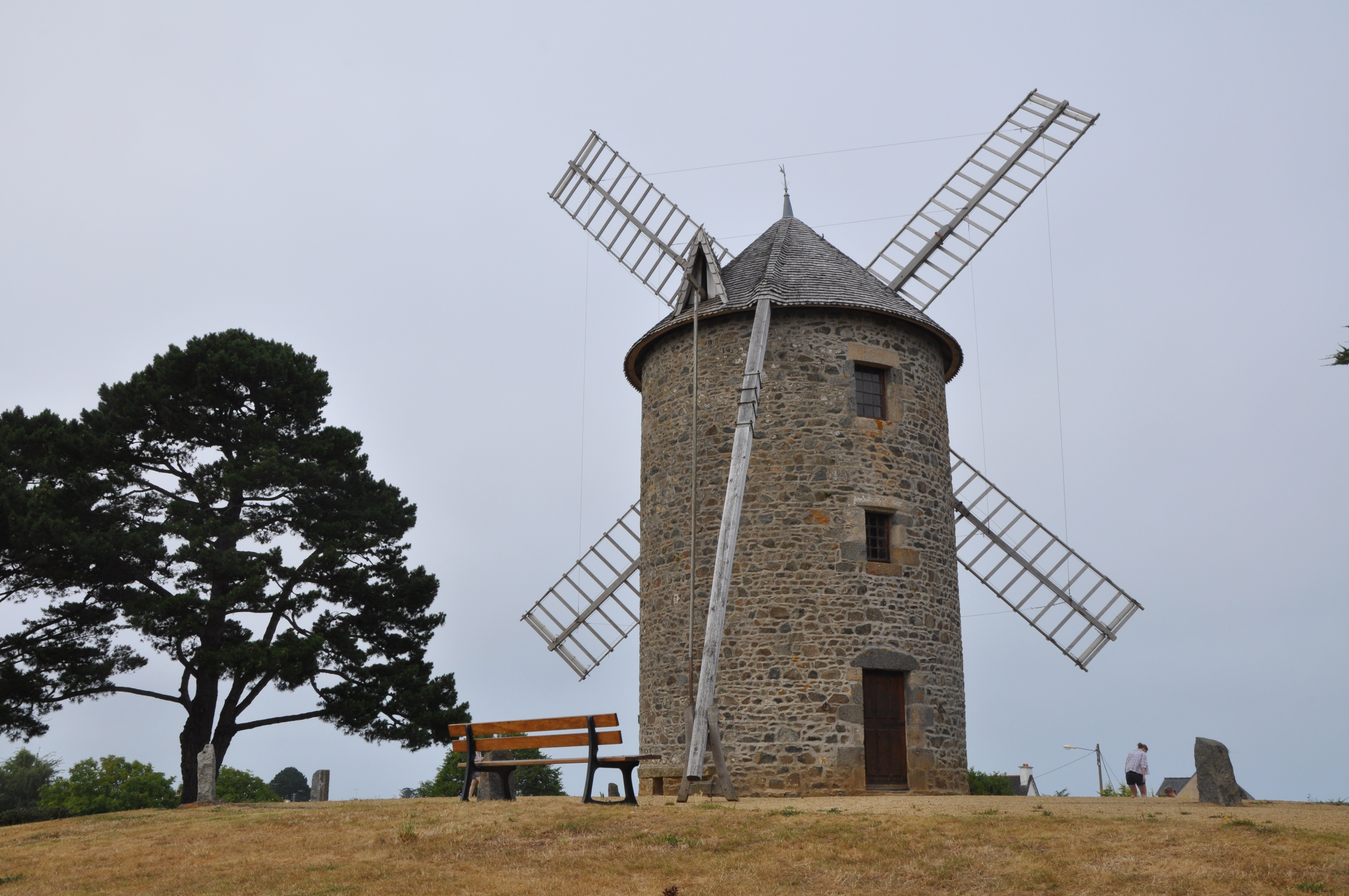
Мельница Сен-Мишель
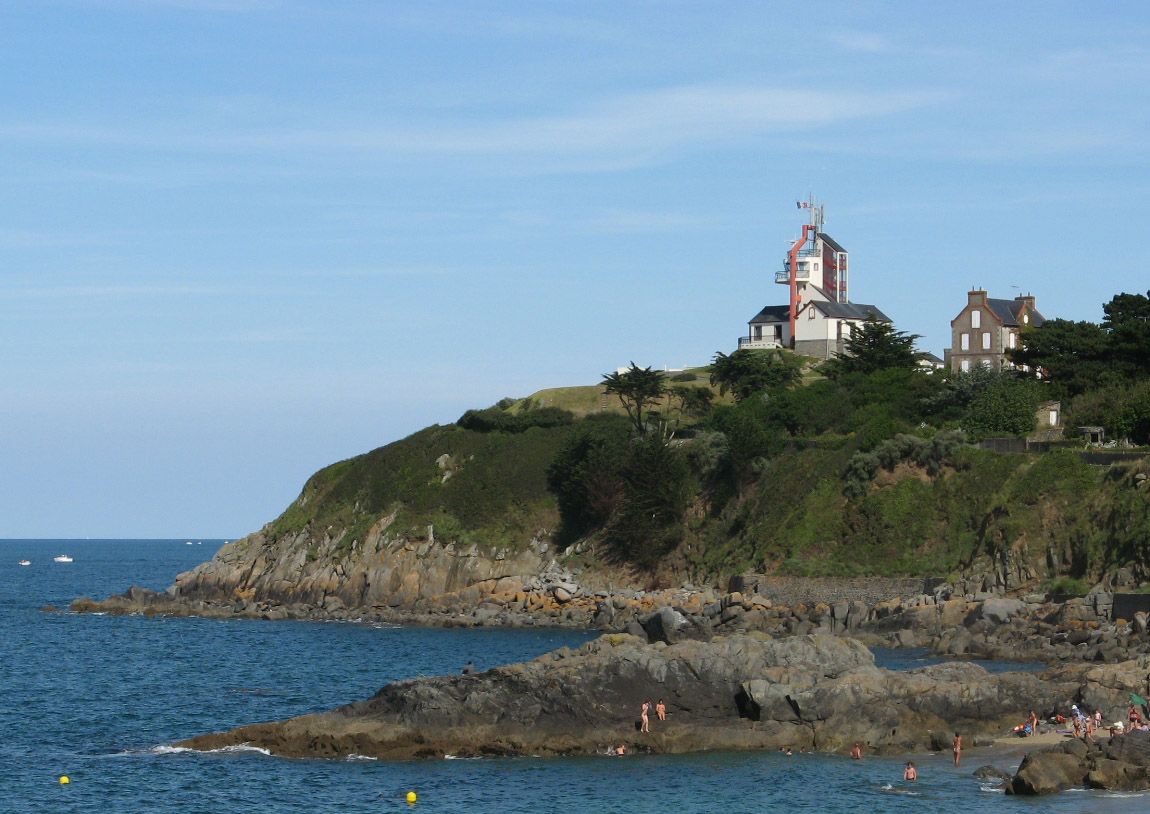
Семафор